# بوب هال (لاعب كرة قاعدة أمريكي)
بوب هال (بالإنجليزية: Bob Hall)‏ هو لاعب كرة قاعدة أمريكي، ولد في 20 ديسمبر 1878 في بالتيمور في الولايات المتحدة، وتوفي في 1 ديسمبر 1950 في ويليسلي (ماساتشوستس) في الولايات المتحدة.

## وصلات خارجية
- بوب هال (لاعب كرة قاعدة أمريكي) على موقعبيزبول رفرنس.كوم (الدوري الرئيسي) (الإنجليزية)
- بوب هال (لاعب كرة قاعدة أمريكي) على موقعبيزبول رفرنس.كوم (الدوري الثانوي) (الإنجليزية)